# Ambilight
O Ambilight (acrônimo de Ambient Lighting Technology) é uma tecnologia desenvolvida pela Philips para uso em televisões.
Permite projetar um brilho luminoso suave nas paredes ao redor da TV. A tonalidade desse brilho luminoso é automaticamente alterada de acordo com as cores e com o brilho da imagem. Isso é possível porque a Ambilight analisa em tempo real os sinais que são recebidos pela TV e produz uma iluminação que combina exatamente com o que está sendo mostrado na tela. Essa tecnologia também permite que o usuário escolha dois modos de exibição: “relaxante” e “dinâmico”. Este último responde de forma mais rápida ao que se passa na tela.
De acordo com a Philips, o Ambilight melhora a percepção do contraste, da cor e dos detalhes, dando a sensação de estar olhando para uma imagem maior. Foi comprovado que o Ambilight também reduz o esforço visual de 60% a 90%, tornando a experiência de assistir TV mais relaxante.